# Palacio Garzoni
El palacio Garzoni es un edificio histórico de Venecia, ubicado en el sestiere de San Marco. Con fachada al Gran Canal, se encuentra enfrente del palacio Pisani Moretta.

## Historia
La familia Garzoni, originaria de Bolonia, llegó a Venecia a finales del siglo XIII, entrando a formar parte de la nobleza de la ciudad un siglo después, al ser inscritos en el Gran Consejo de Venecia en 1381. En el siglo XVII adquirieron la propiedad de este palacio, el cual desde entonces es conocido con el apellido familiar. Desde los años 70 hasta 2005 fue propiedad de la Università Ca' Foscari en la que estableció la facultad de lengua y literatura. Después de su adquisición por el Grupo inmobiliario Motterle y tras una amplia intervención de restauración, para albergar junto al anejo palacio Moro un grupo de apartamentos de lujo, el edificio pasó a manos de la "Société du Pre au Lyon", holding de la familia Gombault, que creó la sociedad "Palazzo Garzoni srl" para su explotación inmobiliaria.

## Descripción
La fachada principal consta de un gran portal a nivel del agua de influencia renacentista cerrado por un arco de medio punto con un prótomo en la clave y dos óculos a cada lado. En las tres plantas sucesivas destacan las políforas centrales de cuatro aberturas entre dos pares de monóforas a cada lado, que en las principales plantas nobles son de arco apuntado con balaustre y en la última son sencillos huecos rectangulares. Precisamente en el centro del ático bajocubierta se pueden ver dos amorcillos que sujetan un escudo vacío, donde en un tiempo se encontraba el emblema nobiliario de la familia.